# مرام المصری
مرام المصری (زادهٔ ۱۹۶۲) شاعر و نویسنده اهل سوریه و ساکن فرانسه است.
او در شهر ساحلی لاذقیه در یک خانواده سرشناس سنی در سوریه به دنیا آمد.
مرام المصری در دمشق ادبیات انگلیسی خواند، اما زمانی که عاشق یک مرد با دین مسیحی شد، ادبیات انگلیسی را نیمه کاره رها کرد.
از این شاعر، از سال ۱۹۸۴ تا ۲۰۱۳، هفت مجموعه شعر به چاپ رسیده‌است.

## برخی آثار
با کبوتر سفید به شما هشدار داد (به عربی:نذرتک بحمامة بیضاء) - ۱۹۸۴ 
من به تو نگاه می‌کنم (به عربی:نظر إلیک) - ۲۰۰۰
گیلاس قرمز روی کاشی سفید - ۲۰۰۳
بازگشت والادا - ۲۰۱۰

## برخی اشعار
- برای جیرهٔ روزانه ام

به من عشق بده
وَ قلبِ غمگینم را سنگین نکن
حتی با ذره ای کوچک.
لمسم کن
وَ گلِ سرخ را از من دریغ مدار
بر خطاهای من چشم ببند
وَ رسولانت را بفرست
پیش از آن که پا به جهان من بگذاری.
- درد

چگونه مرا شناسایی کرد؟

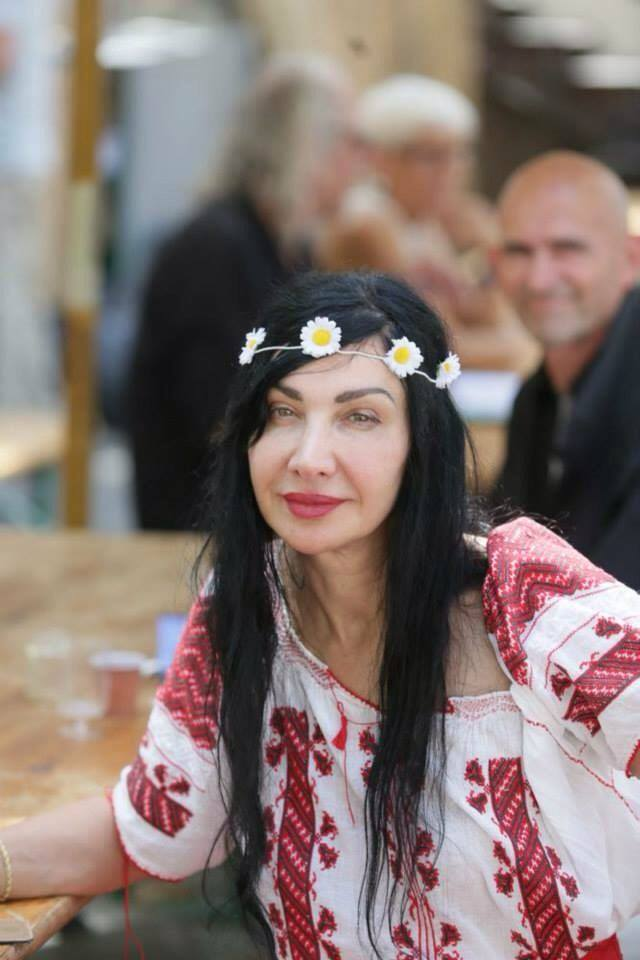

نه گل‌سرخی روی سینه ام سنجاق کرده بودم
نه قرار ملاقاتی با او داشتم
فقط تلاش می‌کردم
خودم را از مخمصهٔ
آخرین ردپای مردی که رفته‌است
بیرون بیاورم.
- چه مدت ترک شده بودی

که این‌چنین وحشت زده‌ای ..
چه مدت رنج کشیده‌ای
تا چنین بی رحم شوی ..
وَ چندبار میانِ این و آن
من را مبهوت کرده‌ای
آه ای عشق …